# Cyprilepadiformes
Ordre
Les Cyprilepadiformes sont un ordre de crustacés cirripèdes. 

## Systématique
L'ordre des Pedunculata décrit par Lamarck est désormais obsolète, et a été divisé en quatre ordres, dont celui des Cyprilepadiformes.

## Liste des familles
Selon World Register of Marine Species (23 février 2016) :
- famille Cyprilepadidae Newman, Zullo & Withers, 1969 †